# Gorno Sedlartsé
Gorno Sedlartsé (en macédonien Горно Седларце ; en albanais Sedllarci i Epërm) est un village du nord-ouest de la Macédoine du Nord, situé dans la municipalité de Bogovinyé. Le village comptait 1776 habitants en 2002. Il est majoritairement albanais.

## Démographie
Lors du recensement de 2002, le village comptait :
- Albanais : 1 773
- Autres : 3